# Oleksij Hontjaruk
Oleksij Valerijovytj Hontjaruk (ukrainska: Олексій Валерійович Гончарук), född 7 juli 1984, är en ukrainsk jurist och politiker. Han var Ukrainas premiärminister mellan 29 augusti 2019  och 4 mars 2020.
Hontjaruk ställde upp i parlamentsvalet år 2014 men blev inte vald. Han blev 2019 biträdande kanslichef för presidenten Volodymyr Zelensky, där han arbetat med ekonomiska frågor. Dessförinnan ledde han en konsultbyrå som med stöd av EU skulle verka för ett bättre företagsklimat i Ukraina. 
Hontjaruk efterträdde Ukrainas förra premiärminister Volodymyr Hrojsman som avgick i maj 2019 och blev landets yngste regeringschef någonsin. Han efterträddes av Denys Sjmyhal.